# La vida... es un ratico (en vivo)
La vida... es un ratico (en vivo) es el nombre del segundo álbum en directo del cantautor colombiano Juanes, Fue lanzado al mercado por Universal Music Latino el 18 de noviembre de 2008.

## Descripción del álbum
El álbum contiene siete canciones en vivo registradas durante su gira La vida world tour por Europa y Estados Unidos, además de tres inéditas, "Falsas palabras", grabada hacía más de un año en Los Ángeles, California y coproducida por Gustavo Santaolalla y él mismo; "Odio por amor", que compuso hacía unos meses en España, siendo el primer sencillo del disco; y "Hoy me voy", con la cantante Colbie Caillat donde ella interpreta su parte en inglés.

## Versiones
El lanzamiento está disponible en edición ordinaria y en versión de lujo con dos CD y dos DVD.

## Lista de canciones
| La vida... es un ratico (en vivo) - Disco 1 |                                             |          |  |
| N.º                                         | Título                                      | Duración |  |
| 1.                                          | «Odio por amor»                             | 4:08     |  |
| 2.                                          | «Falsas palabras»                           | 4:05     |  |
| 3.                                          | «No creo en el jamás»                       | 3:32     |  |
| 4.                                          | «Clase de amor»                             | 3:53     |  |
| 5.                                          | «Me enamora»                                | 3:12     |  |
| 6.                                          | «Hoy me voy»                                | 3:23     |  |
| 7.                                          | «La vida... es un Ratico»                   | 4:03     |  |
| 8.                                          | «Gotas de agua dulce»                       | 3:08     |  |
| 9.                                          | «La mejor parte de mí»                      | 3:42     |  |
| 10.                                         | «Minas piedras» (dúeto con Andrés Calamaro) | 4:05     |  |
| 11.                                         | «Tú y yo»                                   | 4:26     |  |
| 12.                                         | «Báilala»                                   | 3:31     |  |
| 13.                                         | «Difícil»                                   | 4:01     |  |
| 14.                                         | «Tres»                                      | 3:25     |  |
| 15.                                         | «Bandera de manos» (dúeto con Campino)      | 4:06     |  |
| 16.                                         | «Bandera de manos» (bonus track))           | 4:03     |  |
| 17.                                         | «Hoy me voy» (dúeto con Colbie Caillat)     | 3:23     |  |
| 52:48                                       |                                             |          |  |

| La vida... es un ratico (en vivo) - Disco 2 |                                    |          |  |
| N.º                                         | Título                             | Duración |  |
| 1.                                          | «Clase de amor» (en vivo)          | 4:14     |  |
| 2.                                          | «Bandera de manos» (en vivo)       | 4:12     |  |
| 3.                                          | «Nada valgo sin tu amor» (en vivo) | 3:46     |  |
| 4.                                          | «Me enamora» (en vivo)             | 4:11     |  |
| 5.                                          | «Báilala» (en vivo)                | 3:38     |  |
| 6.                                          | «Hoy me voy» (en vivo)             | 3:37     |  |
| 7.                                          | «Rebelión» (en vivo)               | 5:32     |  |

| La vida... es un ratico (en vivo) - DVD |                                     |          |  |
| N.º                                     | Título                              | Duración |  |
| 1.                                      | «Me Enamora» (videoclip)            | 3:11     |  |
| 2.                                      | «Gotas De Agua Dulce» (videoclip)   | 3:14     |  |
| 3.                                      | «Tres» (videoclip)                  | 3:26     |  |
| 4.                                      | «Odio por amor» (detrás de cámaras) | 2:51     |  |
| 5.                                      | «Odio por amor» (videoclip)         | 4:06     |  |